# Soledad Acosta de Samper
Soledad Acosta de Samper, née le 5 mai 1833 à Bogota et décédée le 17 mars 1913 dans la même ville, est une romancière, dramaturge, journaliste et historienne colombienne. Par ses écrits, elle était une féministe en avance sur son temps, à l'époque, même si ses idées peuvent paraître quelquefois conservatrices. Elle a fait pression pour l'égalité de l'éducation pour les femmes, et a écrit sur divers sujets relatifs à la participation des femmes dans la société et la famille.

## Biographie
Soledad est née le 5 mai 1833 à Bogota, de Tomás Joaquín de Acosta y Pérez de Guzmán et de Caroline Kemble Rowe. Son milieu familial était d'un statut relativement élevé. Son père, originaire de Guaduas et fils d'immigrants espagnols, était un scientifique, un diplomate et un général. Sa mère, originaire de Kingston, en Jamaïque, était la fille de Gideon Kemble, un américain d'origine écossaise, un des responsables du port de Kingston, et de sa femme Tomasa (née Rowe).
Elle suit des cours à Bogota, puis se rend au Canada et à Paris. Le 5 mai 1855, elle épouse José María Samper Agudelo, écrivain, homme politique et journaliste renommé. En 1863, ils retournent en Colombie. Elle collabore ensuite avec différents journaux colombiens, y écrit des récits et des feuilletons. Son premier roman est publié ainsi, en 1867, Dolores. Cuadros de la vida de una mujer [ Dolores. Tableaux de la vie d'une femme], dans le journal El Mensajero. Elle se consacre ensuite à l'écriture de ces récits et romans tels Novelas y cuadros de la vida sur-americana [romans et images de la vie sud-américaine], publié cette fois sous forme de livre. Elle écrit également des romans historiques comme, en 1870, José Antonío Galán. Episodios de la guerra de los comuneros [José Antonio Galán, épisodes de la vie des comuneros]. Elle publie aussi un essai, La mujer en la sociedad moderna [La femme dans la société moderne], une des premières études colombiennes sur ce thème.
Elle rédige ainsi plusieurs articles sur l'histoire de la Colombie, autour de biographies de personnalités hispano-américaines. José Antonio Galán est l'une de ces personnalités. Il a été à la tête de la révolte des Comuneros, soulèvement des habitants de la vice-royauté de Nouvelle-Grenade contre les autorités espagnoles en 1781. Elle réunit ces études à vocation historique dans des recueils avec une volonté encyclopédique et pédagogique, ainsi que des textes conseillant les femmes sur leur rôle au sein du foyer et de la société. Son ambition encyclopédique et historique se retrouve dans la Biblioteca Histórica de la Independencia, éditée et vendue entre 1909 et 1910. Concernant plus spécifiquement les femmes colombiennes, elle crée en 1878 un magazine, publié jusqu'en 1881, intitulé La Mujer [La Femme], première revue latino-américaine écrite par et pour les femmes, avec des rubriques diverses (littéraires, scientifiques, artistiques, religieuses et d'instruction morale, notamment).